# Casa Fuerte de La Carretona
La Casa Fuerte de La Carretona está ubicado en las cercanías de la ciudad de Cáceres, provincia de Cáceres, Extremadura. Construido en el siglo XV. 
Esta casa fuerte es muy similar a las que se levantaron a finales del siglo XV en esta zona y en las del  Señorío de Feria. Tiene dimensiones moderadas pero su construcción es de las mejores de este tipo que se conservan. Tiene una muralla, de no mucha altura, de forma cuadrangular con cubos en las esquinas y troneras cruciformes tanto en los lienzos como en los cubos, lo que indica que ya utilizaban ballestas y otros tipos de almas arrojadizas más sofisticadas que el arco simple como puedan ser las catapultas. Bien centrado en medio del recinto está la casa, a modo de Torre del homenaje. Es de planta cuadrada con las esquinas achaflanadas a partir de un metro de altura al igual que el Castillo de Feria. En la actualidad se usa como explotación agropecuaria; está desmochada y cubierta por una antiestética tejavana que no oculta su carácter monumental y defensivo.
La casa fuerte se encuentra junto a la carretera EX-100, en una finca bastante llana llamada «La Carretona».